# محمدرضا اتابکی
محمدرضا اتابکی (زادهٔ مهر ۱۳۱۹ – درگذشتهٔ ۱۵ آذر ۱۳۹۹) نوازندهٔ ویلن، رهبر ارکستر و موسیقی‌دان اهل ایران بود.

## زندگی هنری
محمدرضا اتابکی، مهر ۱۳۱۹ در خیابان باب همایون تهران متولد شد. او تحصیلات ابتدایی را در دبستان طوسی و پس از آن، دورهٔ متوسطه را در دبیرستان مدرس و دبیرستان علمیه به پایان بُرد. محمدرضا اتابکی که از کودکی به موسیقی گرایش داشت، نواختنِ ساز فلوت را از برادرِ خود، جعفر اتابکی آموخت. سپس نوازندگی ویلن را نزد پرویز کوهستانی آغاز کرد. او پس از مدتی به هنرکدهٔ موسیقی ملی راه یافت و نزد علی تجویدی، نواختن ویلن را ادامه داد و ردیف میرزا عبدالله را فراگرفت.
او پس از پایان تحصیلات، همکاری خود را با وزارت آموزش و پرورش، به عنوان معلم موسیقی آغاز کرد. وی در این زمان به فعالیت‌هایی نظیر: تدریس ویلن، رهبری ارکستر دانشجویان و همکاری با ارکستر فرهنگ و هنر نیز مشغول بود و در کنسرتهای متعددی حضور داشت. محمدرضا اتابکی، که مدرک کارشناسی موسیقی خود را در سال ۱۳۵۷ از دانشکدهٔ هنرهای دراماتیک دریافت کرده بود، در سال ۱۳۵۹، به عنوان کارشناسِ خدمات هنر، در زمینهٔ تألیف کتاب هنر مدارس، به فعالیت‌های خود ادامه داد و همزمان در دانشگاه ابوریحان و دانشکدهٔ هنرهای زیبای دانشگاه تهران به تدریس مشغول شد. او در سال ۱۳۶۴، به سِمَت معاونت هنری مرکز سرود و آهنگ‌های انقلابی وزارت فرهنگ و ارشاد اسلامی منصوب شد. پس از آن در سال ۱۳۶۶، معاونت هنرستان موسیقی پسران را به مدتِ ۱۱ سال بر عهده گرفت و همزمان، با تدریس ویلن در انجمن دوستداران هنر، فعالیت‌های خود را ادامه داد.

## فعالیت‌های هنری
از جمله فعالیت‌های هنری محمدرضا اتابکی، می‌توان به موارد زیر اشاره کرد:
تدریس در مرکز حفظ و اشاعه موسیقی، مسئولیتِ ساختمان شمارهٔ ۲ «انیستیتو هنری»، معاونت هنرستان موسیقی پسران تهران، تدریس موسیقی دوره‌های تربیت مدرس، عامل و مجری نخستین و دومین جشنواره موسیقی فجر، ناظرِ صدور مجوز نوازندگان موسیقی، کارشناس تحقیق و برنامه‌ریزی موسیقی در مرکز گسترش آموزش‌های هنری، تدریس در آموزشگاه‌های موسیقی

## درگذشت
محمدرضا اتابکی، ۱۵ آذر ۱۳۹۹، در سن ۸۰ سالگی، بر اثر ابتلا به ویروس کووید 19 در تهران درگذشت.